# Yani Quintero
Yani David Quintero Rivas (Buenaventura 17 de julio de 2002) es un futbolista colombiano su posición es mediocampista juega en el club Deportivo Cali.

## Trayectoria
Su carrera empezó en Universitario de Popayán cuando era prejuvenil. En 2019, se fichó a Boca Juniors de Cali, e hizo su debut absoluto con el club durante el torneo de Categoría Primera B.
El 23 de enero de 2020, fue anunciado en eñ Deportes Quindío en la segunda división. Comenzó a participar con mayor regularidad durante la temporada 2021, cuando el club logró el ascenso a la Categoría Primera A. 
Hizo su debut en la máxima categoría el 17 de julio de 2021, siendo titular en una victoria en casa por 2-0 sobre Jaguares de Córdoba. El 21 de febrero del año siguiente fue cedido al Red Bull Bragantino, siendo inicialmente destinado a la reserva . 

## Selección nacional

### Carrera internacional
Representó a Colombia en la categoría sub-17 en el Campeonato Sudamericano de Fútbol Sub-17 de 2019. 

## Estadísticas

### Clubes
| Club                            | Div.          | Temporada     | Liga  | Liga  | Liga  | Estadual | Estadual | Estadual | Copa  | Copa  | Copa   | Internacional | Internacional | Internacional | Total | Total | Total  |
| Club                            | Div.          | Temporada     | Part. | Goles | Asist | Part.    | Goles    | Asist    | Part. | Goles | Asist. | Part.         | Goles         | Asist.        | Part. | Goles | Asist. |
| ------------------------------- | ------------- | ------------- | ----- | ----- | ----- | -------- | -------- | -------- | ----- | ----- | ------ | ------------- | ------------- | ------------- | ----- | ----- | ------ |
| Boca Juniors de Cali · Colombia | 2.ª           | 2019          | 5     | 0     | 0     | -        | -        | -        | 2     | 1     | 0      | -             | -             | -             | 7     | 1     | 0      |
| Boca Juniors de Cali · Colombia | Total club    | Total club    | 5     | 0     | 0     | -        | -        | -        | 2     | 1     | 0      | -             | -             | -             | 7     | 1     | 0      |
| Deportes Quindío · Colombia     | 2.ª           | 2020          | 9     | 0     | 0     | -        | -        | -        | 4     | 1     | 0      | -             | -             | -             | 13    | 1     | 0      |
| Deportes Quindío · Colombia     | 2.ª           | 2021          | 21    | 0     | 0     | -        | -        | -        | 2     | 0     | 0      | -             | -             | -             | 23    | 0     | 0      |
| Deportes Quindío · Colombia     | 1.ª           | 2021          | 13    | 0     | 0     | -        | -        | -        | -     | -     | -      | -             | -             | -             | 13    | 0     | 0      |
| Deportes Quindío · Colombia     | Total club    | Total club    | 43    | 0     | 0     | -        | -        | -        | 6     | 1     | 0      | -             | -             | -             | 49    | 1     | 0      |
| Red Bull Bragantino II · Brasil | A2            | 2022          | -     | -     | -     | 7        | 0        | 0        | -     | -     | -      | -             | -             | -             | 7     | 0     | 0      |
| Red Bull Bragantino II · Brasil | A2            | 2023          | -     | -     | -     | 15       | 1        | 0        | 1     | 0     | 0      | -             | -             | -             | 16    | 1     | 0      |
| Red Bull Bragantino II · Brasil | Total club    | Total club    | -     | -     | -     | 22       | 1        | 0        | 1     | 0     | 0      | -             | -             | -             | 23    | 1     | 0      |
| Red Bull Bragantino · Brasil    | 1.ª           | 2023          | 3     | 0     | 0     | -        | -        | -        | -     | -     | -      | -             | -             | -             | 3     | 0     | 0      |
| Red Bull Bragantino · Brasil    | Total club    | Total club    | 3     | 0     | 0     | -        | -        | -        | -     | -     | -      | -             | -             | -             | 3     | 0     | 0      |
| Junior · Colombia               | 1.ª           | 2024          | 7     | 0     | 0     | -        | -        | -        | 1     | 0     | 0      | 1             | 0             | 0             | 9     | 0     | 0      |
| Junior · Colombia               | 1.ª           | 2025          | 11    | 0     | 0     | -        | -        | -        | -     | -     | -      | -             | -             | -             | 11    | 0     | 0      |
| Junior · Colombia               | Total club    | Total club    | 18    | 0     | 0     | -        | -        | -        | 1     | 0     | 0      | 1             | 0             | 0             | 20    | 0     | 0      |
| Deportivo Cali · Colombia       | 1.ª           | 2025          | 5     | 0     | 1     | -        | -        | -        | -     | -     | -      | -             | -             | -             | 5     | 0     | 1      |
| Deportivo Cali · Colombia       | Total club    | Total club    | 5     | 0     | 1     | -        | -        | -        | 0     | 0     | 0      | 0             | 0             | 0             | 5     | 0     | 1      |
| Total carrera                   | Total carrera | Total carrera | 74    | 0     | 1     | 22       | 1        | 0        | 10    | 2     | 0      | 1             | 0             | 0             | 107   | 3     | 1      |